# Sterculia frondosa
Sterculia frondosa är en malvaväxtart som beskrevs av Louis Claude Marie Richard. Sterculia frondosa ingår i släktet Sterculia och familjen malvaväxter. Inga underarter finns listade i Catalogue of Life.